# Ewald Christian von Kleist
Ewald Christian von Kleist (7 de marzo de 1715, Zeblin, Koszalin, Pomerania-24 de agosto de 1759, Fráncfort del Óder) fue un poeta y oficial prusiano.

## Biografía
Kleist nació en Zeblin, junto a Koszalin (por aquel entonces Köslin), Pomerania, en el seno de la familia von Kleist, de gran tradición en la caballería. Tras asistir al Gymnasium de Danzig, entró en 1731 a la Universidad de Königsberg, donde estudió derecho y matemáticas. Al completar sus estudios entró en el ejército danés, donde fue nombrado oficial en 1736. El rey Federico II de Prusia reclamó sus servicios en 1740, y fue nombrado lugarteniente de un regimiento establecido en Potsdam, donde conoció a J. W. L. Gleim, que le hizo interesarse por la poesía.
Tras distinguirse en la Batalla de Mollwitz (10 de abril de 1741) y el sitio de Nysa (1741), fue nombrado capitán en 1749 y mayor en 1756. Acuartelado en Leipzig durante la Guerra de los Siete Años, encontró alivio al tedio de sus ocupaciones militares en la sociedad de Gotthold Ephraim Lessing. Poco después, en la batalla de Kunersdorf, el 12 de agosto de 1759, fue mortalmente herido en la vanguardia y murió en Fráncfort del Óder el 24 de agosto de 1759.